# Championnats du monde d'aquathlon 2002
Les Championnats du monde d'aquathlon 2002 présentent les résultats des championnats mondiaux d'aquathlon  en 2002 organisés par la fédération internationale de triathlon.
Les 5e championnats se sont déroulés à Cancún au Mexique le 3 novembre 2002.

## Distances parcourues
| Distances course (kilomètres) | Distances course (kilomètres) | Distances course (kilomètres) |
| Course à pied                 | Natation                      | Course à pied                 |
| ----------------------------- | ----------------------------- | ----------------------------- |
| 2,5                           | 1                             | 2,5                           |

## Résultats

### Élite
| Rang               | Athlète            | Pays             | Temps       |
| ------------------ | ------------------ | ---------------- | ----------- |
| Médaille d'or      | Kris Gemmell       | Nouvelle-Zélande | 29 min 35 s |
| Médaille d'argent  | Andriy Glushchenko | Ukraine          | 29 min 36 s |
| Médaille de bronze | Filip Ospaly       | Tchéquie         | 29 min 54 s |

| Rang               | Athlète       | Pays     | Temps       |
| ------------------ | ------------- | -------- | ----------- |
| Médaille d'or      | Sandra Soldan | Brésil   | 33 min 12 s |
| Médaille d'argent  | Jill Savege   | Canada   | 33 min 23 s |
| Médaille de bronze | Lenka Radova  | Tchéquie | 34 min 07 s |

## Tableau des médailles
| Rang  | Nation           | Or | Argent | Bronze | Total |
| ----- | ---------------- | -- | ------ | ------ | ----- |
| 1     | Brésil           | 1  | 0      | 0      | 1     |
| -     | Nouvelle-Zélande | 1  | 0      | 0      | 1     |
| 3     | Canada           | 0  | 1      | 0      | 1     |
| -     | Ukraine          | 0  | 1      | 0      | 1     |
| 5     | Tchéquie         | 0  | 0      | 2      | 2     |
| Total | Total            | 2  | 2      | 2      | 6     |